# Polymera rogersiana
Polymera rogersiana är en tvåvingeart som beskrevs av Alexander 1929. Polymera rogersiana ingår i släktet Polymera och familjen småharkrankar. Inga underarter finns listade i Catalogue of Life.